# Elfazepam
L'elfazepam è uno psicofarmaco appartenente alla categoria delle benzodiazepine e possiede proprietà ansiolitiche, sedative, le stesse delle altre benzodiazepine. Se assunto dagli animali, egli assume proprietà oressigene che permettono loro di assumere più mangime.